# Melodia criminal
Melodia criminal è un singolo del rapper italiano Fred De Palma e della cantante spagnola Ana Mena, pubblicato il 7 luglio 2023.

## Descrizione
Il brano è scritto dai due artisti assieme a Tropico e Takagi & Ketra, quest'ultimi anche produttori, vede i due cantanti collaborare assieme per la terza volta nella loro carriera dopo D'estate non vale (2018) e Una volta ancora (2019).

## Accoglienza
Fabio Fiume di All Music Italia assegna al brano un punteggio di 6,5 su 10, definendo il brano «caliente e portatore sano di quell’enfasi erotico/sentimentale che l’estate dovrebbe garantire», sebbene non resti particolarmente colpito dalla vocalità degli artisti, ritenendo quella di De Palma volubile a discrezione «dell’effetto con cui decide di arrangiarsi vocalmente» e paragonando quella della cantante alla «versione femminile e aggiornata di Thomas De Gasperi degli Zero Assoluto» poiché «canta sussurrando qualsiasi cosa come analogia».
Rockol riporta che la collaborazione sia «esattamente ciò che ci si aspetta dal ritorno di Fred De Palma e Ana Mena» musicalmente ispirato ad «un revival del genere bachata che nel pop estivo», trovando tuttavia il testo della canzone «demenziale».

## Video musicale
Il video, diretto da Marc Lucas e girato a Galliate, è stato pubblicato il giorno della pubblicazione attraverso il canale YouTube del rapper.

## Tracce
Testi di Federico Palana, Ana Mena, Alessandro Merli, Fabio Clemente e Davide Petrella, musiche di Alessandro Merli e Fabio Clemente.
1. Melodia criminal – 3:00

## Classifiche
| Classifica (2023) | Posizione massima |
| ----------------- | ----------------- |
| Italia            | 48                |